# Erwin Schüle
Erwin Schüle (ur. 2 lipca 1913 w Bad Cannstatt, zm. 5 września 1993 w Stuttgarcie) – niemiecki prokurator, pierwszy szef Centrali Badania Zbrodni Narodowosocjalistycznych w Ludwigsburgu.

## Okres przedwojenny
Po ukończeniu kariery szkolnej Schüle studiował prawo na Uniwersytecie w Tybindze. W 1933 dołączył do SA, a w 1937 do NSDAP.

## II wojna światowa i okres powojenny
W czasie II wojny światowej walczył w mundurze Wehrmachtu. W marcu 1945 r. Schüle został wzięty do niewoli radzieckiej.
W 1949 został skazany na śmierć przez radziecki sąd za domniemane zbrodnie wojenne w okolicach miast Wołchow, Czudowo i Krasnoje Sieło. Jako członek 215. Dywizji Piechoty Wermachtu Schüle miał uczestniczyć w egzekucji rosyjskiego chłopca, zastrzeleniu dwóch radzieckich cywilów oraz złym traktowaniu innych. Wyrok zamieniono na 25 lat więzienia, a już w kwietniu 1950 Schüle został przekazany do Niemiec.
Natychmiast po zwolnieniu z niewoli radzieckiej został zatrudniony w niemieckim sądownictwie w Badenii-Wirtembergii w kwietniu 1950, gdzie 1 grudnia 1950 został awansowany na prokuratora w Stuttgarcie, a 1 marca 1958 na starszego prokuratora.

## Działalność w Centrali Badania Zbrodni Narodowosocjalistycznych
Jego nazistowska przeszłość nie była jeszcze znana w tym okresie, więc nie stanowiła przeszkody, aby 1 grudnia 1958 r. został pierwszym szefem nowo utworzonej Centrali Badania Zbrodni Narodowosocjalistycznych w Ludwigsburgu. Fakt ten ujrzał światło dzienne w lutym 1965, po ujawnieniu tych informacji przez wschodnioniemiecką agencję informacyjną Allgemeiner Deutscher Nachrichtendienst. We wrześniu 1965 r. Związek Radziecki wysłał notatkę do rządu federalnego, w którym Schüle został przedstawiony jako zbrodniarz wojenny. W grudniu 1965 r. prokurator generalny w Stuttgarcie rozpoczął dochodzenie przeciwko Schüle, które zostało umorzone z braku dowodów na początku kwietnia 1966. Postępowanie zostało ponownie wznowione po tym, jak władze radzieckie zaoferowały zeznania świadków, lecz uznano je jako nieweryfikowalne i śledztwo zostało powtórnie umorzone. Schüle został jednak zdymisjonowany i wrócił na stanowisko starszego prokuratora w Stuttgarcie.